# Schrankia microphylla
Schrankia microphylla là một loài thực vật có hoa trong họ Đậu. Loài này được (Dryand. ex Sm.) Standl. miêu tả khoa học đầu tiên năm 1930.